# Райнолд фон Урзлинген
Райнолд (V) фон Урзлинген (на немски: Rainold (V) Herzog von Urslingen; † сл. 1365) от старата шабска фамилия фон Урзлинген, е херцог на Урзлинген. Доказан е в документи през 1337/1365 г. Фамилията му произлиза от Урслинген/Урзлинген (днес част от Дитинген в Баден-Вюртемберг).

## Произход
Той е син на херцог Конрад VI фон Урзлинген († сл. 1340) и съпругата му фон Бернхаузен, дъщеря на Конрад фон Бернхаузен († 1315) и Елизабет фон Магенхайм. Внук е на херцог Райнолд/Райналд IV фон Урзлинген († сл. 1299) и Аделхайд от Сардиния († сл. 1301), дъщеря на крал Енцио от Сардиния († 1272) и фон Ен-Верона. Потомък е на Конрад фон Урзлинген († 1202), херцог на Сполето, граф на Асизи, викар в Кралство Сицилия. Брат е на Вернер фон Урзлинген († 1353/1357), кондотиер в Италия, и на Аделхайд фон Урзлинген († сл. 1368), омъжена за Конрад фон Фалкенщайн-Рамщайн († сл. 1368).

## Фамилия
Райнолд фон Урзлинген се жени ок. 1343 г. за Беатрикс фон Тек († сл. 1371), дъщеря на херцог Херман II фон Тек († 1319) и Вилибиргис фон Тюбинген, дъщеря на граф Готфрид I фон Тюбинген-Бьоблинген († 1316) и Елизабет фон Фюрстенберг († сл. 1319). Те имат две деца:
- Конрад VII фон Урзлинген († сл. 1372), херцог, женен за Верена фон Кренкинген
- Анна фон Урзлинген († сл. 1383), омъжена на 23 февруари 1359 г. за Йохан ’Млади’ фон Бодман, майор на Юберлинген († сл. 1415)